# Spui (Terneuzen)
Spui (vroeger Zoutespui) is een dorp in de gemeente Terneuzen, in de Nederlandse provincie Zeeland. Het dorp, in de regio Zeeuws-Vlaanderen, is gelegen aan de oude hoofdweg tussen Terneuzen en Axel en heeft 185 inwoners (2023). De naam van het dorp verwijst naar zijn oorsprong. In de zestiende eeuw ontstond Spui rond een spuisluis tussen twee zeearmen, die de naam "Het Zoute Spui" kreeg. De Otheensche kreek is een restant van een van deze twee zeearmen.

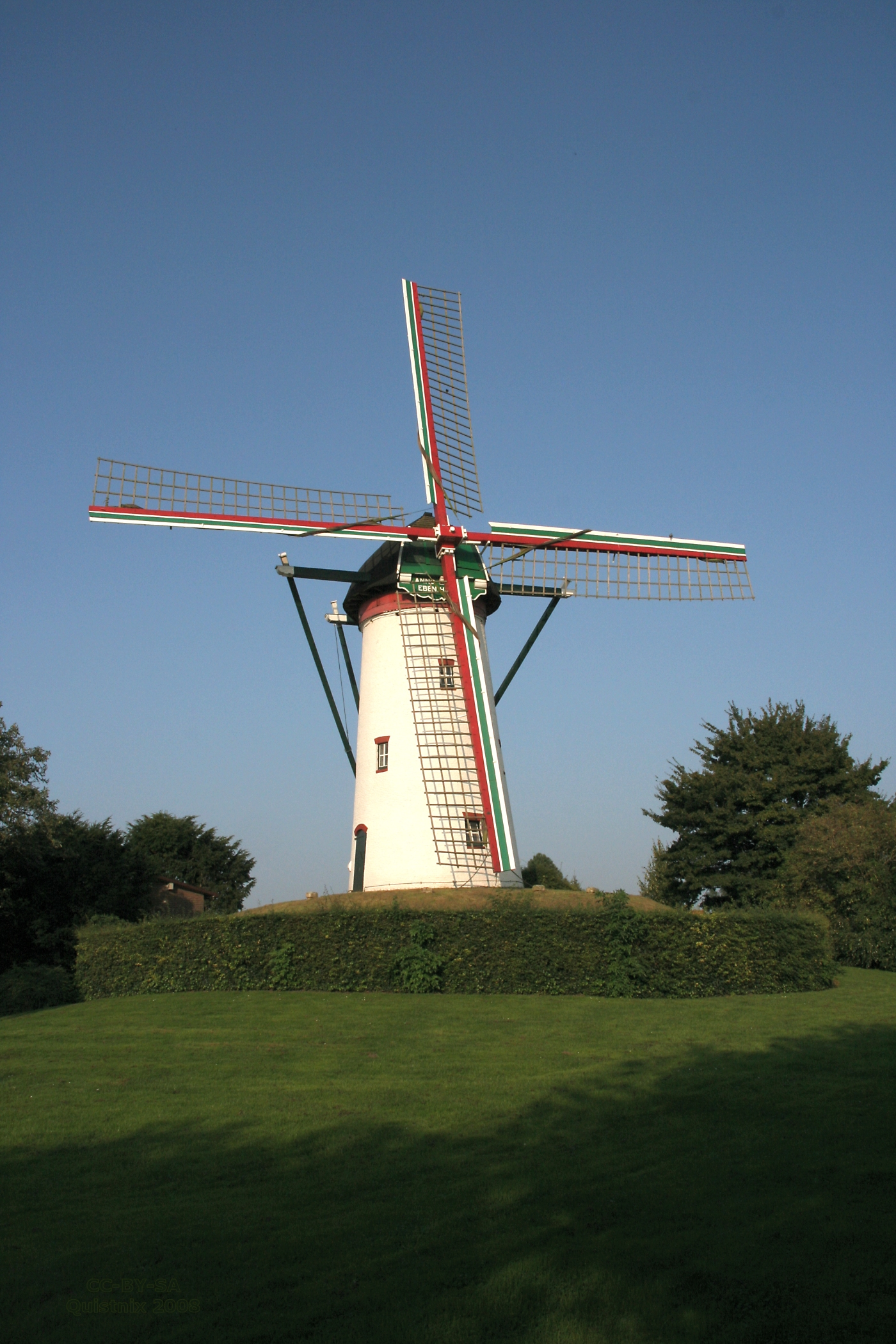
Eben Haëzer

Blikvanger in het dorpje is de witte beltmolen Eben Haëzer uit 1807. Spil van het dorpsleven vormen het buurthuis De Drie Gehugten (genoemd naar de drie gehuchten Spui, Magrette, en Schapenbout) en de eigen voetbalvereniging VV Spui.
Voor de gemeentelijke herindeling van Zeeuws-Vlaanderen in 2003 was Spui verdeeld tussen de gemeenten Axel en Terneuzen. De gemeentegrens lag op de dwars door het plaatsje lopende Pootersdijk. Met de jongste gemeentelijke herindeling is Axel toegevoegd aan de gemeente Terneuzen, waardoor Spui nu weer tot één gemeente hoort.

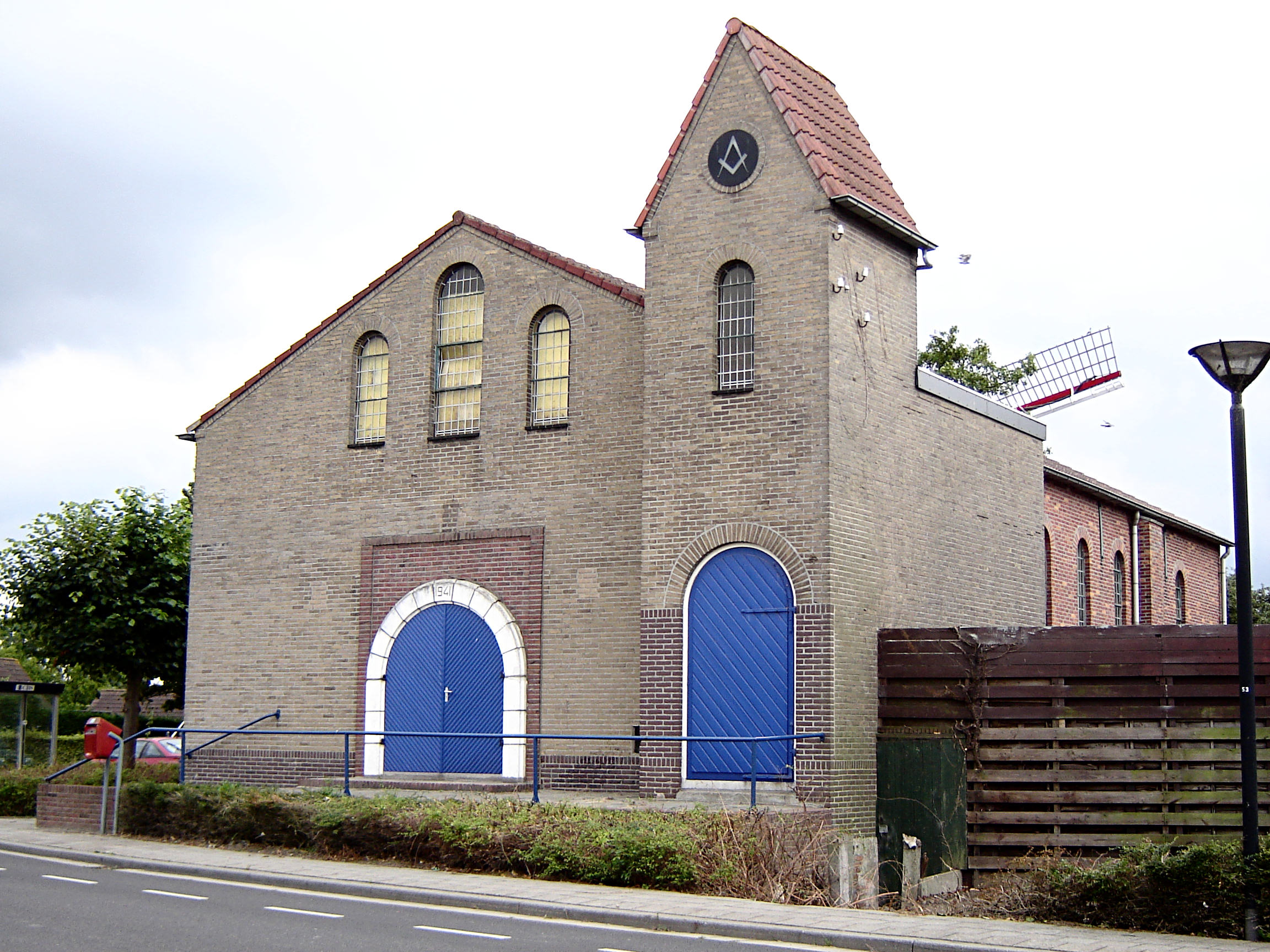
Gebouwd in 1941 als kerkgebouw van de Gereformeerde Kerk, sinds 1974 vrijmetselaarsloge